# Дорога Ботниа
Дорога Ботниа (Линия Ботниа; швед. Botniabanan) — скоростная железнодорожная линия в северной части Швеции. Длина маршрута составляет 190 км. Линия проходит из аэропорта Крамфорс через город Эрншельдсвик в Умео; она была открыта в 2010 году. Поездам на ней разрешено ехать со скоростью до 250 км/ч (хотя в Швеции нет поездов, способных ехать быстрее 200 км/ч, по состоянию на 2013 год).

## Строительство
Построенная к августу 2010 года, линия добавила 190 километров высокоскоростной железной дороги к шведской железнодорожной сети. Это также самая высокоскоростная трасса в стране. Линия ответвляется от линии Одальс в районе аэропорта Хога Курстен к северу от Крамфорса и следует через Эрншельдсвик в Умео, где соединяется с линией Умео-Ваннас и магистралью, проходящей через верхний Норрланд. Железнодорожная линия имеет 140 мостов и 25 км тоннелей.
Строительство велось силами Botniabanan AB, компании, 91 % которой принадлежит шведскому государству и 9 % — местным властям Крамфорса, Эрншельдсвика, Нордмалинга и Умео. Работы по строительству линии начались в 1999 году, к концу 2005 года она была завершена наполовину. После завершения строительства в 2010 году линия была сдана в аренду шведскому Управлению железных дорог. Если Botniabanan AB окупит свои инвестиции (по оценкам, это возможно к 2050 году), право собственности на линию перейдёт к Управлению железных дорог. Бюджет строительства составил 15 миллиардов шведских крон.
Предполагается, что дорога Ботниа будет конкурировать с автомобильным транспортом, следующим по E4, которая является главной дорогой для тяжёлых грузовых перевозок.
Пассажирские перевозки начались в августе 2010 года, но только от Умео до Эрншельдсвика. Последняя модернизация дороги Одальс означала, что движение к югу от Эрншельдсвика начнётся не раньше апреля 2012 года. Изначально окончательной датой его начала был обозначен август 2011 года, но тогда начало движения было отложено из-за проблем с наладкой  Европейской системы управления движением поездов на дорогу Одальс.

## Цели
Железнодорожная линия вдоль побережья северной Швеции была необходима уже в течение долгого времени в связи с отсутствием потенциала у существовавшей основной линии (шедшей внутри страны) ввиду значительных ограничений по скорости перемещения, кривых и градиента. Дорога Ботниа также должна была способствовать улучшению общественной мобильности в области, сокращая время в пути между Умео и Эрншельдсвиком до 40-50 минут благодаря использованию высокоскоростных поездов. Она также будет обслуживаться пригородными поездами с предполагаемой частотой следования не менее шести поездов в день в каждом направлении.

## Железнодорожный стандарт
Дорога представляет собой один путь (с сортировкой и другими условиями для второго пути) и имеет 22 разъезда. Максимальная разрешённая нагрузка на ось составляет 25 тонн на скорости 120 км/ч (для товарных поездов) и 250 км/ч для пассажирских поездов (как и у всех новых линий в Швеции, службы по проведению земляных работ должны иметь время, чтобы приспособить полотно к предполагаемому движению). Кривые имеют радиус 3200 м и более, за исключением участка Эрншельдсвика (до 600 м) и небольших участков, где он составляет от 2000 до 2500 м. Максимальный градиент составляет 1 %.

## Задержка пуска движения через пригородную территорию
Средняя часть железной дороги была готова для начала движения ещё в 2008 году, и вся дорога, за исключением северной её части, — к октябрю 2009 года. Северная часть, около Умео, не была закончена до августа 2010 года в связи с судебным процессом относительно расположения моста, который пересекает экологически уязвимые зоны на реке Умеэльвен. Эти районы находятся под защитой как заповедник. Другие альтернативы в этом месте были признаны недопустимо близкими к Умео из соображений безопасности, а тоннель под аэропортом и рекой был сочтён слишком дорогим. Далее на юг маршрут бы продлил линию, но его стоимость оказалась бы дороже. Сутью этой дискуссии было то, что заповедник был создан через несколько лет после того, как было утверждено место прокладки железнодорожной линии.

## Время, расстояния и средние скорости
Данные в таблице представлены по состоянию на 2013 год:
| Участок пути          | Время | Расстояние | Средняя скорость             |
| --------------------- | ----- | ---------- | ---------------------------- |
| Эрншельдсвик-Умео     | 0:40  | 112 км     | 165 км/ч (в пределах города) |
| Крамфорс-Эрншельдсвик | 0:35  | 86 км      | 150 км/ч (в пределах города) |
| Зундсвал-Умео         | 2:20  | 300 км     | 130 км/ч                     |
| Эрншельдсвик-Умео     | 0:55  | 112 км     | 120 км/ч (регионально)       |
| Стокгольм-Умео        | 5:40  | 680 км     | 120 км/ч                     |

Сама железнодорожная линия позволяет поездам следовать со скоростью 250 км/ч. Когда ограничение скорости подняли выше 200 км/ч, Ботниа стала самой скоростной однопутной железной дорогой в мире. В течение первых нескольких лет поезда будут двигаться на скорости 180—200 км/ч с увеличением скорости в будущем.
Лизинговая компания Transitio, принадлежащая лену, подписала в октябре 2008 года контракт, согласно которому приобрела поезда Alstom Coradia. Эти поезда были доставлены на дорогу в 2011 году, и их максимальная скорость составляет только 180 км/ч. По маршруту на Стокгольм ходят поезда дальнего следования X55 оператора SJ с максимальной скоростью 200 км/ч. Пока поставщики не могут гарантировать скорость выше 200 км/ч в зимнее время, так как нет никакого опыта эксплуатации на таких скоростях в шведском климате. Научно-исследовательский проект «Gröna tåget» занимается этим вопросом.
Дорога Ботниа также является первой в Швеции железной дорогой, оснащённой  Европейской системой управления движением поездов (уровень 2), которая была протестирована на скорости поезда в 289 км/ч на южной части линии Ботниа. В настоящее время шведская система диспетчерского оповещения на железных дорогах и её система безопасности АТС (АУДП — Автоматическое управление движением поездов) проверяется только до скорости 210 км/ч.
По состоянию на 16 октября 2008 года на части железной дороги использовались грузовые поезда, но только с ручным управлением.
Поезда Alstom не были доставлены к открытию движения по дороге в августе 2010 года, поскольку срок поставки составлял не менее двух лет. Один поезд типа Regina был арендован в южной Швеции для движения по участку Умео-Эрншельдсвик с максимальной скоростью 200 км/ч. Движение на Зундсвал и из него стартовало осенью 2012 года. Компания SJ работает на маршрутах Стокгольм-Нарвик и Гётеборг-Лулу. Ночные поезда по маршруту Лонселе-Мелансел-Эрншельдсвик-Умео ходят с августа 2010 года, но они часто перенаправляются по старой линии в связи с проблемами с ERTMS.

## Линия Одальс
Линия Ботниа заканчивается возле аэропорта Крамфорс у существующей железнодорожной линии Одальс, идущей по маршруту Лонселе-Крамфорс-Хернесанд-Зундсвал. Расстояние от подсоединения к участку у Зундсвала составляет 101 км. Эта железная дорога была построена в 1890—1925 годах и ныне находится в плохом состоянии. По ней на сегодняшний день в основном следуют грузовые поезда, и она имеет очень малый пассажиропоток. Линия Одальс была улучшена по существующему маршруту, чтобы позволить поездам двигаться по ней на более высоких скоростях, чем сегодня, — в диапазоне 100—160 км/ч. Реконструкция включала в себя новые рельсы, новые контактные сети, новую систему диспетчеризации (ERTMS) и меньшее количество дорожных переездов. Несколько её частей севернее Хёрнесанда (всего 29 км) были заменены на новый маршрут, построенный по тем же стандартам, что и линия Ботниа. Проект был завершён в 2011 году. Стоимость реконструкции линии Одальс составила порядка 6 миллиардов шведских крон.

## Старая линия
Старая железная дорога далеко на севере Швеции (Брек-Баден, «Stambanan genom övre Norrland») была построена в период 1880—1895 на расстоянии 30-100 км от побережья, чтобы защитить его от военных нападений (самолётов в то время не существовало). Она имеет относительно крутые склоны и остаётся в использовании для грузовых перевозок и, вероятно, частично для незначительных пассажирских перевозок на участке Эстерсунде-Брек-Лонселе-Аэропорт Крамформ-Умео.

## Критика
В своём докладе шведский Госконтроль заключил, что цели, ради которых строилась Ботниа, не были достигнуты: критике были подвергнуты низкие (по сравнению с планировавшимися) скорости движения поездов, что приводит к существенной разнице между ожидаемым и фактическим временем в пути, а также неполадки с новой диспетчерской системой ERTMS, вызвавшие серьёзные транспортные проблемы, особенно в отношении задержек и отмены рейсов  .